# Olidiana corneola
Olidiana corneola är en insektsart som beskrevs av Nielson 1982. Olidiana corneola ingår i släktet Olidiana och familjen dvärgstritar. Inga underarter finns listade i Catalogue of Life.